# Río Gaira
Río Gaira är ett vattendrag i Colombia.   Det ligger i departementet Magdalena, i den norra delen av landet, 700 km norr om huvudstaden Bogotá.